# Anaïs Ségalas
Anaïs Ségalas (Parigi, 21 settembre 1819 – Parigi, 31 agosto 1895) è stata una scrittrice francese.

## Biografia
Anaïs Menard nacque a Parigi da Charles Menard, originario della Champagne, e da Anne Bonne Portier, una creola nata a Santo Domingo. Mostrò una precoce attitudine per la poesia, componendo a otto anni un'ode per il compleanno del padre, e si sposò, altrettanto precocemente nel 1834, a quindici anni, con l'agiato avvocato biscaglino Victor Ségalas, condizionando il matrimonio alla garanzia di poter sviluppare liberamente i propri interessi letterari.
Non che la Ségalas fosse un'antesignana del femminismo francese che già in quell'epoca muoveva i primi e importanti passi: per lei la donna sposata doveva innanzi tutto occuparsi della casa e della famiglia e, in generale, concepiva la donna secondo un certo misticheggiante romanticismo cattolico che ne faceva una figura di protettrice, di soccorritrice e di redentrice dai vizi e dalle miserie del mondo.
Collaborò a « Le Journal des Femmes » di Fanny Richomme, quotidiano conservatore e cattolico che avanzava timide richieste di elevazione delle condizioni delle donne, ma che poi si trasformò in una comune rivista di moda femminile. Nel 1836 fu pubblicata la sua raccolta poetica Les Algériennes, sorta di epopea del colonialismo francese che in seguito la Ségalas che rifiuterà, ma che le diede al suo apparire quella notorietà che le aprì le porte dei giornali letterari. Fu così che dal 1828 al 1837 apparvero ne « Le Constitutionnel », nella « Gazette de France », ne « La Chronique de Paris », ne « Le Commerce », ne « L'Estafette », nel « Cabinet de Lecture », ne « La France littéraire » e nel « Journal des Demoiselles », testi teatrali e novelle che ella raccolse nel 1837 nel volume Les Oiseaux de passage. Nel 1844 apparvero Enfantines, una raccolta di poesie dedicate alla figlia.
Le poesie che costituiscono La Femme, pubblicate nel 1847, sono incentrate sulla figura della donna così come è concepita dalla Ségalas: un'educatrice all'amore del prossimo e ispiratrice di buoni sentimenti. Nella prefazione, Anais Ségalas rifiuta esplicitamente le idee femministe: « la missione della donna – scrive - è quella di addolcire, di purificare e in un certo senso di rendere spirituale il mondo che gli uomini governano, gestiscono e rendono sempre più ricco e potente ».
Tuttavia nel 1848 la Ségalas partecipò alle riunioni della Société d'Education Mutuelle des Femmes e a quelle organizzate dal giornale « La Voix des femmes » di Eugénie Niboyet, la quale giudicò negativamente la sua raccolta poetica, invitandola piuttosto a scrivere poesie che esaltassero la funzione sociale delle donne cittadine.
In luglio, dopo la violenta repressione del generale Cavaignac, la Ségalas lasciò « La Voix des femmes » per collaborare al quotidiano « Le Corsaire », anti-socialista e anti-femminista. Appoggiò apertamente la politica clericale del Secondo Impero e, dopo la caduta di Napoleone III, fu ostile alla Comune e alla stessa Terza Repubblica.

## Opere
- Les Algériennes, 1834
- Les Oiseaux de passage, 1837
- Enfantines, poésies à ma fille, 1844
- La Femme, 1847
- La loge de l'Opéra, 1847
- Les deux amoureux de la grand'mère, 1850
- Les Absents ont raisons, 1852
- Nos bons parisiens, 1865
- La Semaine de la marquise, 1865